# Battaglia di Feyiase
La battaglia di Feyiase fu una battaglia decisiva tra l'Impero Ashanti ed il regno Denkyira che si concluse con la proclamazione del primo regno a potenza dominante tra i popoli Akan di lingua twi.
Prima di questa battaglia, il denkyirahene Ntim Gyakari era riuscito ad ottenere alcune vittorie per il suo popolo, avendo scacciato gli Ashanti da Adunku, da Abuontem e da Aputuogya. Ad ogni modo queste sconfitte erano solo parte del piano di Osei Tutu I per cogliere di sorpresa le truppe dei Denkyira presso Feyiase.
A Feyiase, le forze degli Ashanti scaricarono la loro macchina da guerra sull'esercito dei Denkyiran, e questi ultimi vennero sconfitti. Ntim Gyakari venne ucciso dagli Ashanti e l'egemonia dei Denkyira andò ben presto disgregandosi a vantaggio dei loro nemici. Feyiase è attualmente parte del distretto di Bosomtwe.